# Levensteiniella plicata
Levensteiniella plicata är en ringmaskart som beskrevs av Hourdez och Desbruyères 2000. Levensteiniella plicata ingår i släktet Levensteiniella och familjen Polynoidae. Inga underarter finns listade i Catalogue of Life.